# 三木森彦
三木 森彦（みき もりひこ、 1890年（明治23年）5月21日 - 1973年（昭和48年）7月28日）は、日本の海軍軍人。最終階級は海軍少将。

## 経歴
1890年5月21日、東京府荏原郡目黒村（現在の東京都目黒区）に生まれる。1910年9月11日、旧制東京府立第一中学校より海軍兵学校第40期に150名中120位の成績で入学。同期に大西瀧治郎、山口多聞、吉良俊一、千田貞敏らがいる。1912年7月17日、同校を144名中131位の成績で卒業し、少尉候補生となる。1913年12月1日、少尉任官。1921年4月9日、横須賀海軍航空隊附。5月25日、横須賀海軍航空隊教官兼分隊長兼臨時航空術講習部員に就任。センピル教育団の講習に参加した。
1937年（昭和12年）11月15日、第十二航空隊司令に就任し、支那事変に参加する。1941年（昭和16年）1月25日、海軍省軍務局御用掛兼商工省航空局乗員課長に就任。12月、太平洋戦争が勃発。1945年8月、終戦。

## 年譜
- 1890年（明治23年）5月21日 - 東京府荏原郡目黒村（現在の東京都目黒区）生
- 1910年（明治43年）9月11日 - 海軍兵学校入校
- 1912年（明治45年）7月17日 - 海軍兵学校卒業 ・ 海軍少尉候補生・装甲巡洋艦「吾妻」乗組・練習艦隊近海航海出発 永興湾～元山～鎮海～仁川～大連～旅順～佐世保～大阪～津～瀬戸内～佐世保方面巡航
  - 11月13日 - 帰着
  - 12月5日 - 練習艦隊遠洋航海出発 香港～シンガポール～フリーマントル～メルボルン～ホバート～ブリスベーン～パーム島～マカッサル～セブ島～上海方面巡航
- 1913年（大正2年）4月21日 - 帰着
  - 5月1日 - 戦艦「周防」乗組
  - 12月1日 - 戦艦「三笠」乗組
- 1914年（大正3年）5月27日 - 舞鶴鎮守府艦隊司令部附
  - 8月1日 - 戦艦「三笠」乗組
  - 12月1日 - 海軍砲術学校普通科学生
- 1915年（大正4年）5月26日 - 海軍水雷学校普通科学生
  - 12月13日 - 任 海軍中尉・巡洋戦艦「比叡」乗組
- 1916年（大正5年）6月1日 - 航空術学生
- 1917年（大正6年）6月1日 - 横須賀海軍航空隊附
  - 8月15日 - 艦隊航空附
  - 12月1日 - 横須賀海軍航空隊附
- 1918年（大正7年）11月1日 - 横須賀鎮守府附 英仏航空調査関係出張
- 1919年（大正8年）12月1日 - 任 海軍大尉
- 1920年（大正9年）1月30日 - 練習艦隊司令部附
  - 5月24日 - 横須賀海軍航空隊教官
  - 7月26日 - 横須賀海軍航空隊分隊長
  - 11月12日 - 横須賀海軍航空隊練習部副官兼教官
- 1921年（大正10年）4月9日 - 横須賀海軍航空隊附
  - 5月25日 - 横須賀海軍航空隊教官兼分隊長兼臨時航空術講習部員
- 1922年（大正11年）11月1日 - 霞ヶ浦海軍航空隊分隊長兼教官
  - 12月1日 - 商工省航空局事務官
- 1923年（大正12年）4月1日 - 商工省航空局航空官
- 1925年（大正14年）12月1日 - 任 海軍少佐・佐世保海軍航空隊飛行長
- 1926年（大正15年）2月1日 - 佐世保鎮守府附
  - 5月20日 - 霞ヶ浦海軍航空隊教務副官
  - 11月15日 - 霞ヶ浦海軍航空隊飛行隊長兼教官
- 1928年（昭和3年）12月10日 - 給油艦「能登呂」分隊長
- 1929年（昭和4年）11月1日 - 横須賀鎮守府附
- 1930年（昭和5年）6月1日 - 館山海軍航空隊長兼分隊長
  - 7月10日 - 免 分隊長
  - 10月1日 - 兼 飛行隊長
- 1932年（昭和7年）9月10日 - 免 飛行隊長
  - 12月1日 - 任 海軍中佐
- 1933年（昭和8年）8月25日 - 大村海軍航空隊副長
- 1934年（昭和9年）6月1日 - 霞ヶ浦海軍航空隊附兼教官
- 1935年（昭和10年）11月15日 - 呉海軍航空隊司令
- 1936年（昭和11年）12月1日 - 佐世保海軍航空隊司令
- 1937年（昭和12年）11月15日 - 第十二航空隊司令
  - 12月1日 - 任 海軍大佐
- 1938年（昭和13年）12月15日 - 横浜海軍航空隊司令
- 1939年（昭和14年）11月15日 - 佐世保鎮守府附
- 1940年（昭和15年）11月15日 - 博多海軍航空隊司令
- 1941年（昭和16年）1月25日 - 海軍省軍務局御用掛兼商工省航空局乗員課長
- 1942年（昭和17年）5月1日 - 免 商工省航空局乗員課長 兼商工省航空局第3部長
  - 12月19日 - 第11航空艦隊司令部附
- 1943年（昭和18年）4月20日 - 海軍航空本部総務部
  - 5月1日 - 任 海軍少将
  - 5月19日 - 兼 海軍省出仕
  - 8月9日 - 霞ヶ浦海軍航空隊司令
  - 11月15日 - 兼 谷田部海軍航空隊司令
- 1944年（昭和19年）2月1日 - 第二十七航空戦隊司令官
  - 3月1日 - 第十四連合航空隊司令官
  - 5月15日 - 兼 台南海軍航空隊司令
- 7月1日 - 免 台南海軍航空隊司令
  - 12月1日 - 海軍軍令部出仕
- 1945年（昭和20年）3月1日 - 第二十一連合航空隊司令官
  - 7月15日 - 呉鎮守府附
  - 8月3日 - 第十五連合航空隊司令官
  - 9月15日 - 予備役編入
- 1947年（昭和22年）11月28日 - 公職追放仮指定[1]
- 1973年（昭和48年）7月6日 - 死去 享年83

## 栄典
- 1914年（大正3年）1月30日 - 正八位[2]
- 1916年（大正5年）1月21日 - 従七位[3]